# Glock 19

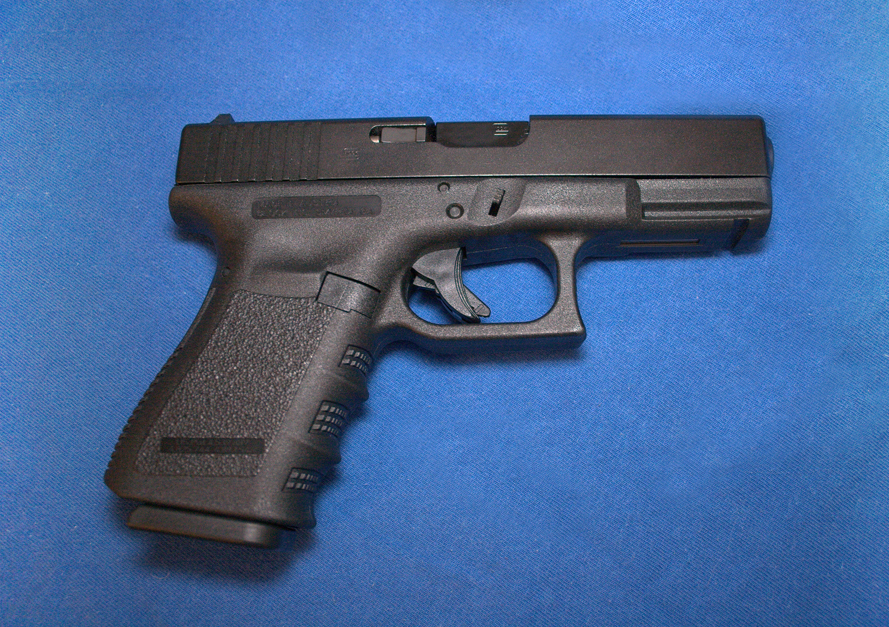
Glock 19

Glock 19 (укр. Ґлок-19) — самозарядний австрійський пістолет фірми Glock. Відрізняється від пістолета Glock 17 меншою довжиною затвора-кожуха і пістолетного руків'я.

## Опис
Glock 19 вперше був представлений в 1988 році як компактний варіант моделі 17, створений для цивільного ринку зброї і для озброєння різних спецслужб і армійських офіцерів. Glock 19 дуже швидко став дуже популярним і в поліції, і у пересічних громадян, які купують компактні пістолети для прихованого носіння з метою самооборони і спортивної стрільби. Модель 19 відрізняється укороченим стволом (до 102 мм) і руків'ям, що вміщає магазин місткістю 15 патронів. Можуть також приєднуватися інші магазини більшої місткості, призначені для моделей 17 і 18.
Компактний пістолет тепер мав вогневу міць, порівняну з армійською зброєю. Glock 19 також, як і інші пістолети цього виробника має високі бойові та експлуатаційні якості. До того ж самі розміри пістолета, і особливо його маса, були набагато меншими, ніж у інших компактних пістолетів в той час. Нічого подібного, що можна порівняти за поєднанням таких якостей, як малі габарити і вага, зручність носіння, простоти у використанні і експлуатації, надійності роботи і військової потужності, до появи Glock 19 просто не існувало.
Використовуваний патрон має досить високу зупиняючу дію кулі, прийнятну силу віддачі в порівняно легкої зброї, невеликі габарити і випускається в різних варіантах спорядження.